# Australian Championships 1954
Die 42. Australian Championships waren ein Tennis-Rasenplatzturnier der Klasse Grand Slam, das von der ILTF veranstaltet wurde. Es fand vom 22. Januar bis 1. Februar 1954 in Sydney, Australien statt.
Titelverteidiger im Einzel waren Ken Rosewall bei den Herren sowie Maureen Connolly bei den Damen. Im Herrendoppel waren Lew Hoad und Ken Rosewall, im Damendoppel Maureen Connolly und Julia Sampson die Titelverteidiger. Im Mixed waren Julia Sampson und Rex Hartwig die Titelverteidiger.

## Herreneinzel
| Nr. | Spieler            | Erreichte Runde |
| --- | ------------------ | --------------- |
| 01. | Ken Rosewall       | Halbfinale      |
| 02. | Tony Trabert       | 2. Runde        |
| 03. | Rex Hartwig        | Finale          |
| 04. | Vic Seixas         | Viertelfinale   |
| 05. | Mervyn Rose        | Sieg            |
| 06. | Ham Richardson     | Viertelfinale   |
| 07. | George Worthington | Viertelfinale   |
| 08. | Bill Talbert       | 1. Runde        |

| Nr. | Spieler          | Erreichte Runde |
| --- | ---------------- | --------------- |
| 09. | Clive Wilderspin | 1. Runde        |
| 10. | Bob Perry        | 2. Runde        |
| 11. | Ian Ayre         | 2. Runde        |
| 12. | Owen Williams    | 2. Runde        |
| 13. | John Bromwich    | Halbfinale      |
| 14. | Abe Segal        | 2. Runde        |
| 15. | Neale Fraser     | 2. Runde        |
| 16. | Jean-Noël Grinda | 2. Runde        |

## Dameneinzel
| Nr. | Spielerin     | Erreichte Runde |
| --- | ------------- | --------------- |
| 01. | Thelma Long   | Sieg            |
| 02. | Mary Hawton   | Halbfinale      |
| 03. | Jenny Staley  | Finale          |
| 04. | Beryl Penrose | Achtelfinale    |
| 05. | Helen Angwin  | Achtelfinale    |

| Nr. | Spielerin          | Erreichte Runde |
| --- | ------------------ | --------------- |
| 06. | Norma Ellis        | 1. Runde        |
| 07. | Fay Muller         | Achtelfinale    |
| 08. | Dorn Fogarty       | 1. Runde        |
| 09. | Hazel Redick-Smith | Viertelfinale   |
| 10. | Julia Wipplinger   | 1. Runde        |

## Damendoppel
| Nr. | Paarung                             | Erreichte Runde |
| --- | ----------------------------------- | --------------- |
| 01. | Mary Hawton Beryl Penrose           | Sieg            |
| 02. | Thelma Long Clare Proctor           | Halbfinale      |
| 03. | Mary Carter Jenny Staley            | Viertelfinale   |
| 04. | Fay Muller Daphne Seeney            | Viertelfinale   |
| 05. | Hazel Redick-Smith Julia Wipplinger | Finale          |